# Sukhothai
Sukhothai (în limba thai:  สุโขทัย, aurora norocului) este capitala provinciei cu același nume din nordul Thailandei.
La data de 25 ianuarie 1964 a fost declarat monument UNESCO.

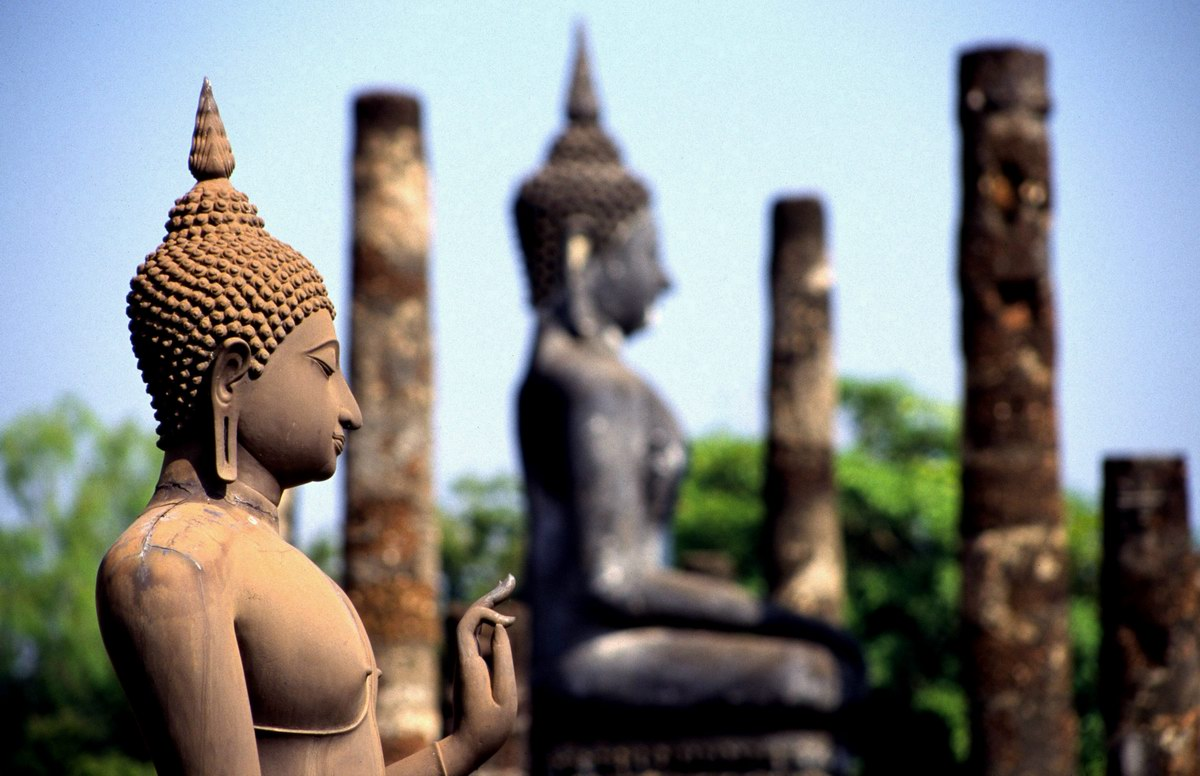
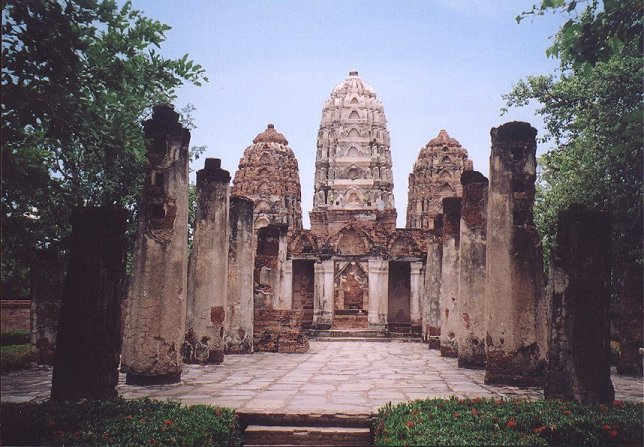